# Александар Матановић
Александар Матановић (Београд, 23. мај 1930 — Београд, 9. август 2023) био је српски шахиста и шаховски велемајстор.

## Биографија
Добија титулу велемајстора 1955, а шампион Југославије је био 1962. и 1978. године. Радио је као радио спикер, аутор је шаховских књига, а од 1966. издавач Шаховског информатора.
Године 1952, 1959. и 1968 био је јуниорски првак Југославије. Био је успешан на међународним турнирима у Опатији 1953. и Хамбургу 1955. Учесник је шаховских олимпијада 1964. у Тел Авиву, 1968. у Лугану, 1970. у Зигену и 1972. у Скопљу. У Порторожу, 1958. године на светском шаховском шампионату побеђује Таља и ремизира са Глигорићем и Фишером.
Поред више књига које је написао, сигурно је најзначајнија Енциклопедија шаховских отварања у пет томова у издања Шаховског информатора.
Преминуо је 9. августа 2023. године у Београду.

## Цитати
Велемајстор Александар Матановић истиче како је некада, у њихово време, владао чист аматеризам.
Не сећам се да сам икада добио неку финансијску надокнаду бранећи боје отаџбине. Била је то част, испраћани смо и дочекивани с поштовањем. Добро знам да у нашој земљи сада нема благостања, али ради будућности је важно да се претходни резултати вреднују. Да се стимулише развој, да млади, гледајући у нас, виде како има смисла бавити се спортом. Овако…— резигниран остаје шахиста који је својевремено покренуо масовну, вечно зелену акцију „Шах у школе”.

## Шаховска каријера

### Успеси на шаховским олимпијадама кроз статистику
Укупна статистика
| Године          | Σ поена | Σ партија |  | +  | =  | -  |  | %    | Освојене медаље на олимпијади тимске \| појединачне |
| 1954-1972, 1978 | 97½     | 146       |  | 61 | 73 | 12 |  | 66.8 | 0 - 5 - 4 \| 1 - 2 - 1                              |

Статистика по годинама
| Година | Табла | Σ поена | Σ партија |  | + | = | - |  | %    | тимско место | појединачно |
| 1978.  | 3     | 5       | 10        |  | 2 | 6 | 2 |  | 50.0 | 15.          |             |
| 1972.  | 4     | 7       | 12        |  | 3 | 8 | 1 |  | 58.3 | 3.           |             |
| 1970.  | 4     | 10      | 12        |  | 8 | 4 | 0 |  | 83.3 | 3.           | 1.          |
| 1968.  | 3     | 9       | 13        |  | 5 | 8 | 0 |  | 69.2 | 2.           |             |
| 1966.  | 4     | 10½     | 14        |  | 7 | 7 | 0 |  | 75.0 | 4.           | 2.          |
| 1966.  | 4     | 10½     | 14        |  | 7 | 7 | 0 |  | 75.0 | 4.           | 2.          |
| 1964.  | 3     | 9½      | 15        |  | 6 | 7 | 2 |  | 63.3 | 2.           |             |
| 1962.  | 3     | 8½      | 15        |  | 5 | 7 | 3 |  | 56.7 | 2.           |             |
| 1960.  | 2     | 10½     | 17        |  | 6 | 9 | 2 |  | 61.8 | 3.           |             |
| 1958.  | 2     | 9½      | 13        |  | 7 | 5 | 1 |  | 73.1 | 2.           |             |
| 1956.  | 2     | 11½     | 16        |  | 7 | 9 | 0 |  | 71.9 | 2.           | 2.          |
| 1954.  | 2     | 6½      | 9         |  | 5 | 3 | 1 |  | 72.2 | 3.           | 3.          |

### Учешће на европским тимским шампионатима
| Место       | Земља    | Табла | Скор | Тимски резултат |
| Беч и Баден | Аустрија | 3.    | 2½/6 | II              |

| Место      | Земља   | Табла | Скор | Тимски резултат |
| Оберхаузен | Немачка | 3.    | 7/10 | II              |

| Место   | Земља   | Табла | Скор  | Тимски резултат |
| Хамбург | Немачка | 3.    | 5½/10 | II              |

| Место | Земља    | Табла | Скор | Тимски резултат |
| Бат   | Енглеска | 6.    | 4/7  | II              |

| Место  | Земља           | Табла | Скор | Тимски резултат |
| Москва | Совјетски Савез | 3.    | 3/6  | III             |

### Студентски светски шампионат кроз статистику
| Година | Табла | Σ поена | Σ партија |  | + | = | - |  | %    | тимско место | појединачно |
| 1956.  | 1     | 5       | 10        |  | 2 | 6 | 2 |  | 50,0 | 3.           |             |